# Michael Jensen (Rennfahrer)

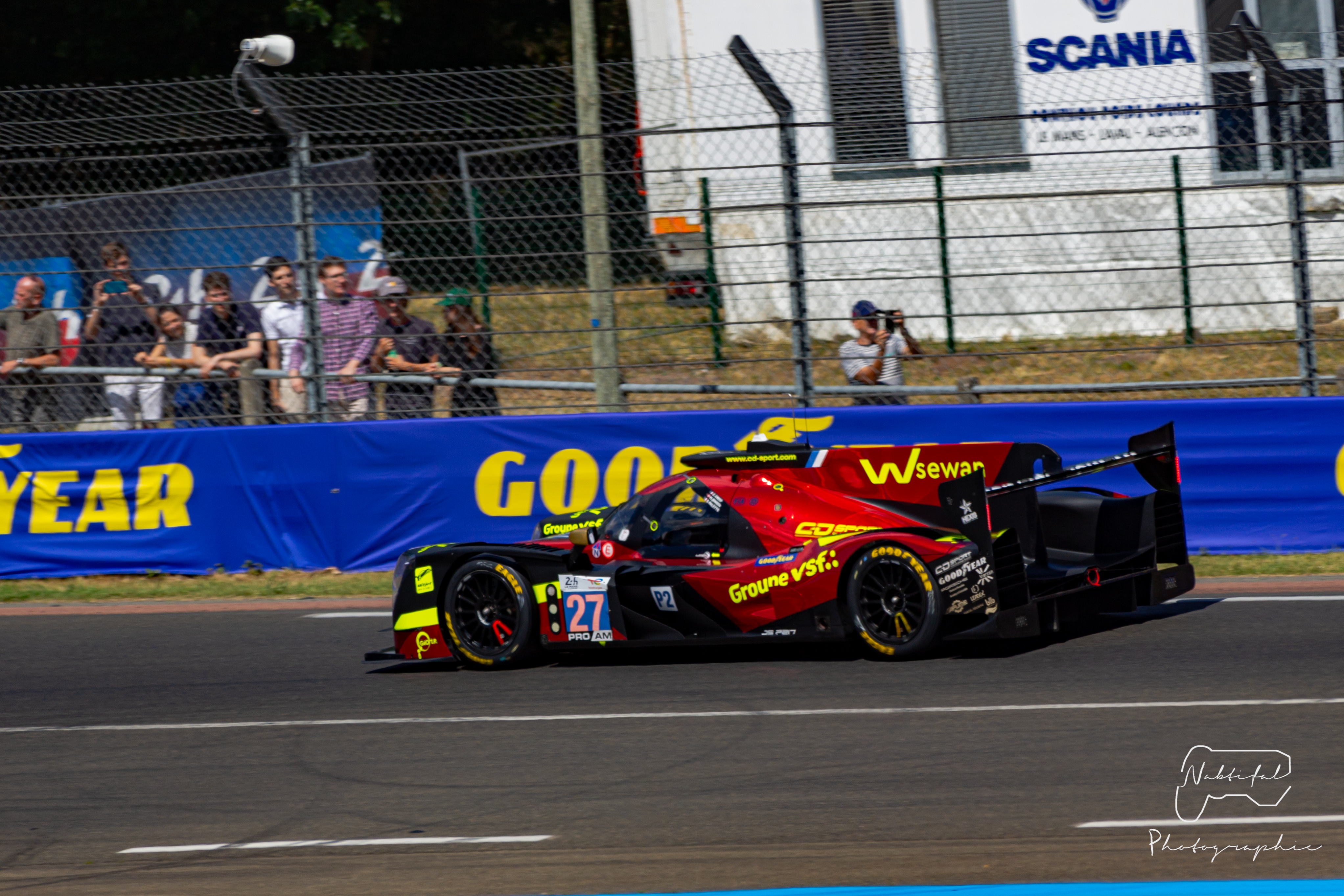
Der von Michael Jensen gefahrene Ligier JSP217 beim 24-Stunden-Rennen von Le Mans 2022

Michael Jensen (* 5. Februar 1975 in Næstved) ist ein dänischer Autorennfahrer.

## Karriere als Rennfahrer
Michael Jensen – nicht zu verwechseln mit seinem Landsmann Mikkel Jensen – kam über den Michelin Le Mans Cup und die Asian Le Mans Series zu einer Teilnahme am 24-Stunden-Rennen von Le Mans 2022. Der zweite Endrang in der LMP3-Klasse der Asian Le Mans Series 2022 sorgte für eine Startberechtigung bei diesem 24-Stunden-Rennen. In Le Mans erreichte er gemeinsam mit Steven Palette und Christophe Cresp den 49. Gesamtrang.

## Statistik

### Le-Mans-Ergebnisse
| Jahr | Team       | Fahrzeug       | Teamkollege    | Teamkollege      | Platzierung | Ausfallgrund |
| ---- | ---------- | -------------- | -------------- | ---------------- | ----------- | ------------ |
| 2022 | CD Sport   | Ligier JS P217 | Steven Palette | Christophe Cresp | Rang 49     |              |
| 2025 | RLR MSport | Oreca 07       | Ryan Cullen    | Patrick Pilet    | Rang 29     |              |

### Einzelergebnisse in der FIA-Langstrecken-Weltmeisterschaft
| Saison | Team       | Rennwagen      | 1   | 2   | 3   | 4   | 5   | 6   | 7   | 8   |
| ------ | ---------- | -------------- | --- | --- | --- | --- | --- | --- | --- | --- |
| 2022   | CD Sport   | Ligier JS P217 | SEB | SPA | LEM | MON | FUJ | BAH |     |     |
| 2022   | CD Sport   | Ligier JS P217 | 49  |     |     |     |     |     |     |     |
| 2025   | RLR MSport | Oreca 07       | KAT | IMO | SPA | LEM | SAO | AUS | FUJ | BAH |
| 2025   | RLR MSport | Oreca 07       | 29  |     |     |     |     |     |     |     |